# Švejk, egy derék katona kalandjai a világháborúban
A Švejk, egy derék katona kalandjai a világháborúban (eredetileg cseh nyelven Osudy dobrého vojáka Švejka za světové války) Jaroslav Hašek 1921–1923-ban megjelent humoros regénye, amely az Osztrák–Magyar Monarchia hadseregét gúnyolja ki. Az 1911-es Švejk, a derék katona, a háború előtt című humoreszkeket magába foglaló könyv folytatása.

## A regény keletkezése

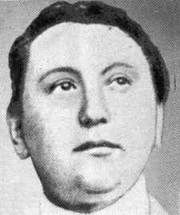
Jaroslav Hašek

Hašek maga is részt vett az első világháborúban. Regényében felhasználta gazdag élményanyagát, hiszen tudvalevő, hogy a mellékalakokat katonabajtársairól és fölötteseiről mintázta. A cseh katonák az orosz oldalra való átszökésének gondolata is saját tapasztalaton alapul: a mű második változatát már Kijevben írta 1916–1917-ben, ahol – mint korábban is – bohém életet élt, kocsmákban tisztekkel verekedett (és ha a kávéházban vagy máshol régi cseh katonatársakkal találkoztak, arra a kérdésre: „Mit csinálsz te itt?” azt a választ adták: „Elárultam a császár őfelségét”).
1921 márciusában kezdett fő műve végleges változatának megírásához. Hőse kalandjait immár nem elbeszélésekben akarta megírni, hanem önálló regényként. Részvénytársaságot alapított a Švejk forgalmazására, kiadótársaival a mű első részét füzetenként árusították kávéházakban, vendéglőkben, mivel az író bigámiapere miatt nem akadt olyan kereskedő, aki vállalni merte volna a mű megjelentetését. Az első rész közönségsikert aratott, így a második rész kiadására már jelentkezett vállalkozó. Hašek ekkor már súlyos beteg volt, szervezete nem bírta tovább a bohém élet terheit.
1921 őszén Lipnicébe, egy kelet-csehországi falvacskába költözött, hogy minden energiáját a Švejk írására, illetve később már csak diktálására fordítsa. A halál is munka közben érte, tüdőtágulás és szívbénulás folytán, 1923. január 3-án, negyvenéves korában. Utolsó szavai a következők voltak: „Sohasem hittem, hogy ilyen nehéz meghalni.” A fő mű tehát befejezetlenül maradt, a hiányzó harmadik rész Hašek újságíró barátjának, Karel Vaneknak a munkája.
A könyv legismertebb illusztrációit Josef Lada készítette.

## Fontosabb szereplők
- Švejk, a derék katona

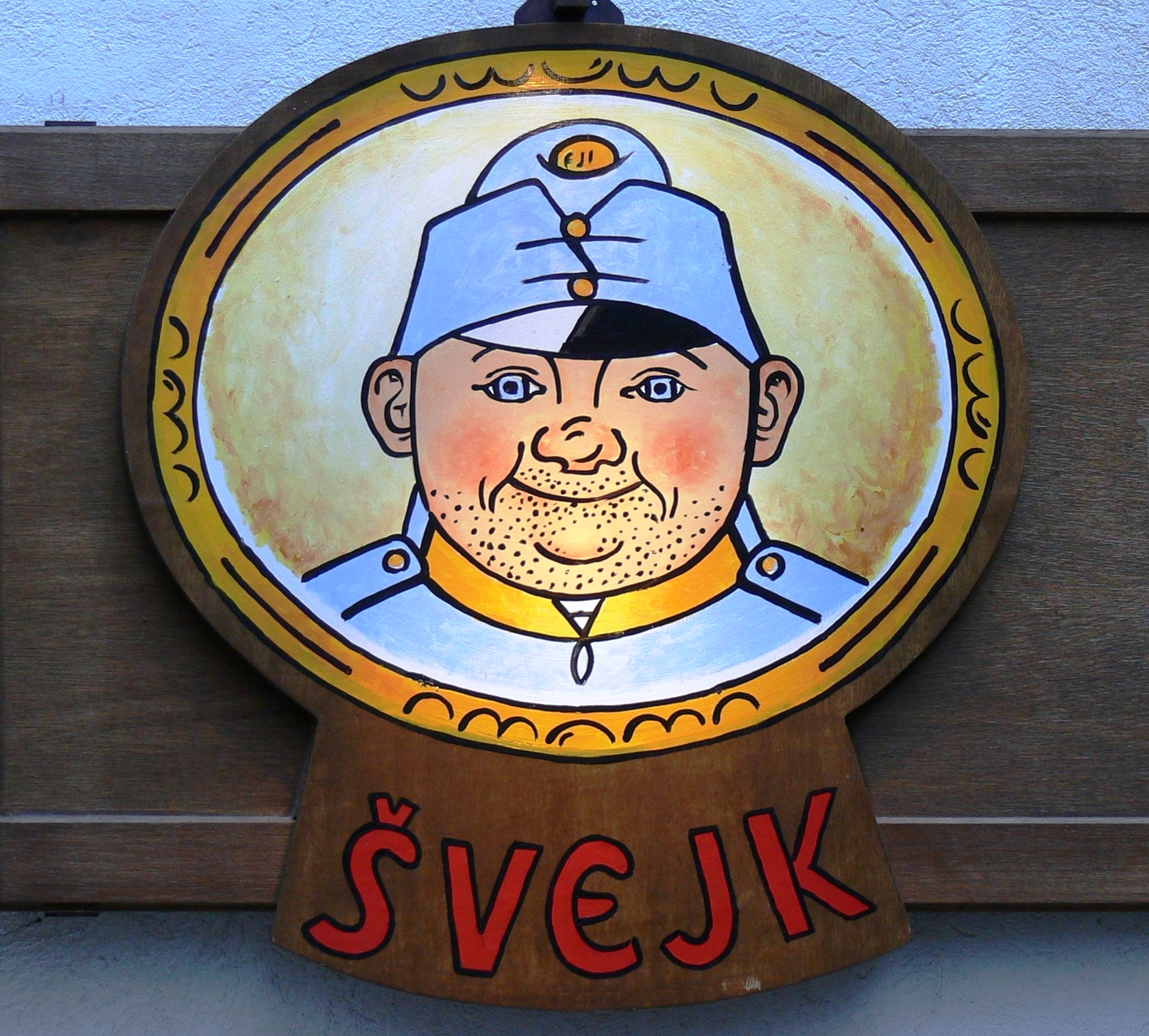
Švejk

- Lukáš főhadnagy, a 11. menetszázad parancsnoka, Švejk az ő tisztiszolgája volt
- Katz tábori lelkész, Švejk szintén a tisztiszolgája volt
- Ságner kapitány, a 13. menetzászlóalj parancsnoka
- Schröder ezredes, a 91. ezred parancsnoka
- Marek egyéves önkéntes, Švejk rabtársa
- Vaněk számvivő őrmester, a 11. menetszázad számvivő őrmestere
- Vodička, az öreg árkász, Švejk vele együtt verekedett Királyhidán
- Dub hadnagy, a 11. menetszázad egyik tisztje, aki szekírozta a közlegényeket

## Részei
- A hátországban

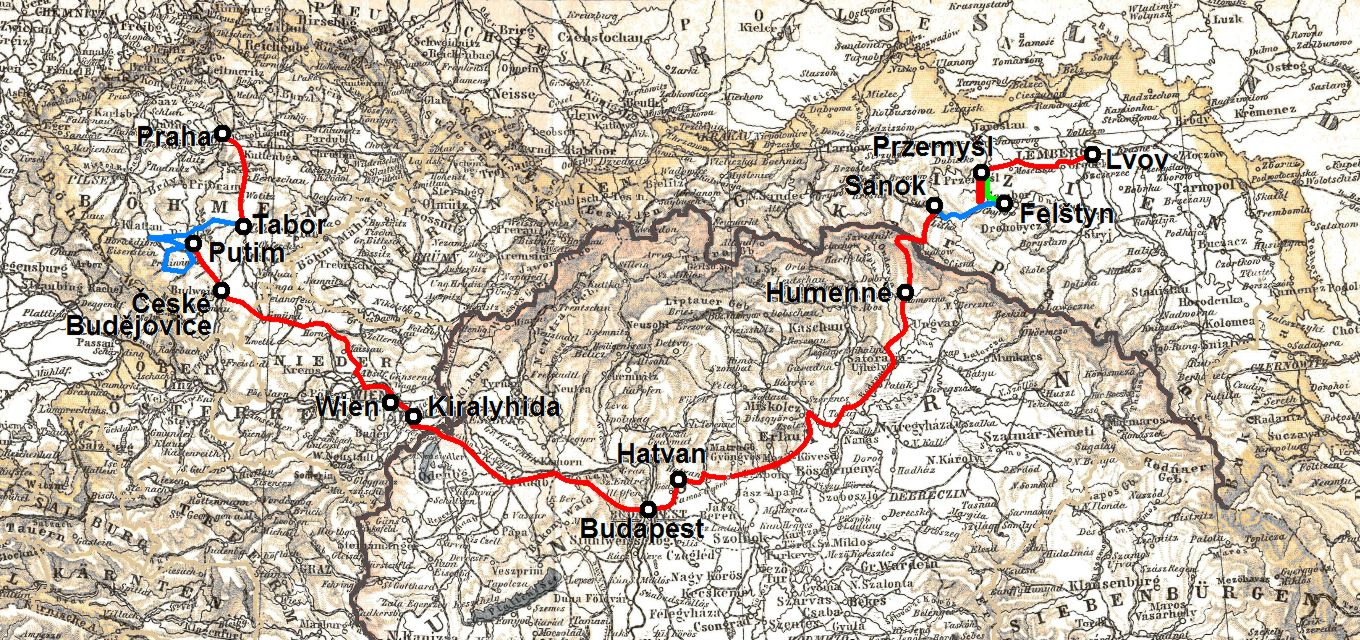
Švejk útja a regényben

  - Švejk, a derék katona belép a világháborúba
  - Švejk, a derék katona, a rendőrkapitányságon
  - Švejk a törvényszéki orvosok előtt
  - Švejket kidobják a bolondokházából
  - Švejk a Salm utcai rendőrségen
  - Švejk ismét otthon, miután kitört a bűvös körből
  - Švejk hadba vonul
  - Švejk mint szimuláns
  - Švejk a helyőrségi fogházban
  - Švejk mint a tábori lelkész tisztiszolgája
  - Švejk tábori mesét celebrál a feldkuráttal
  - Hitvita
  - Švejk feladja az utolsó kenetet
  - Švejk mint Lukaš főhadnagy tisztiszolgája
  - A katasztrófa
- A fronton
  - Švejk balszerencsés kalandjai a vonaton
  - Švejk budějovicei anabázisa
  - Švejk kalandjai Királyhidán
  - Újabb szenvedések
  - Bruck an der Leithától Sokal felé
- A dicsőséges csihi-puhi
  - Magyarországon keresztül
  - Budapesten
  - Hatvantól a galíciai határ felé
  - Marschieren! Marsch!
- A dicsőséges csihi-puhi folytatása
  - Švejk az orosz hadifogoly-transzportban
  - A lelki vigasz
  - Švejk ismét a menetszázadnál

## Cselekmény
|  | Alább a cselekmény részletei következnek! |

Szarajevóban lelövik Ferenc Ferdinánd főherceget. Švejk kedvenc kocsmájában egy titkosügynök letartóztatja őt és a kocsma tulajdonosát. Švejket felségárulással vádolják, de hülyeség miatt felmentetik. A bolondokházából azonban kidobják, innen már hazatérhetett. Ezután megkapja behívólevelét, és mivel reumás, kerekesszékben vonul be. Szimulánsnak tekintik, és kínzással próbálják rávenni, hogy hagyjon fel nem létező szimulációjával. A szimulánsok közül a helyőrségi fogházba kerül, majd Otto Katz tábori lelkész tisztiszolgája lesz. A tábori lelkész azonban elkártyázza őt, és Lukaš főhadnagy tisztiszolgája lesz. A főhadnagy szeretne egy szálkás szőrű pincsit, Švejk pedig lopat neki egyet – Lukaš egyik feletteséét. Ezért áthelyezik őket České Budějovicébe, a vonaton azonban Švejk elvész. Ezredét keresve Putimban orosz kémnek nézik és letartóztatják. Végül eljut Budějovicébe, és onnan áthelyezik Bruck an der Leithába. Itt belekeveredik Lukaš főhadnagy nőügyeibe, és egy Vodička nevű öreg árkásszal együtt verekedésbe keveredik, és a hadbíróság elé kerül. Itt felmentik, és kinevezik a 11. menetszázad ordonáncának. A menetszázadot Magyarországon keresztül Sokal felé utaztatják. Galíciában Švejk felpróbál egy orosz egyenruhát, és az osztrák hadsereg, orosznak nézve őt, fogságba ejti. Bebizonyul, hogy nem orosz, és visszaküldik a menetszázadhoz.
|  | Itt a vége a cselekmény részletezésének! |

Jaroslav Hašek eddig diktálta a Švejk, egy derék katona kalandjai a világháborúban című regényét, nem sokkal ezután meghalt.

## Magyarul
Magyarul először Karikás Frigyes fordításában látott napvilágot, külföldön, a két világháború között, Magyarországon pedig 1945-ben, az Anonymus kiadásában. Később, 1956 óta (Réz Ádám fordításában) jelent meg több kiadásban.
- Infanterist Svejk viszontagságai a nagy háborúban, 1-3.; ford. Katona Fedor [Karikás Frigyes]; Monde, Paris, 1930–1932 (A Monde magyar könyvei)
- Infanteriszt Svejk, 1-3.; ford. Karikás Frigyes; Anonymus, Bp., 1946
- Jaroszláv Hasek: Svejk, a jó katona; ill. Jozef Lada; Testvériség-Egység, Újvidék, 1954
- Svejk. Egy derék katona kalandjai a világháborúban. Szatirikus regény, 1-2.; ford. Réz Ádám, bev. Kovács Endre; ill. Josef Lada; Szlovákiai Szépirodalmi, Bratislava, 1956
- Svejk, a derék katona a háború előtt és más furcsa történetek; vál., szerk. Hunyadi Csaba, ford. Bába Iván, Mayer Judit, Tóth Tibor; Szukits, Szeged, 1996 (Igényes könyvtár)
- Svejk, a derék katona fogságban és más furcsa történetek; vál., szerk. Hunyadi Csaba, ford. Hubik István et al.; Szukits, Szeged, 1997 (Igényes könyvtár)

## A mű utóélete, folytatások, átdolgozások
- Švejk kalandjait többször megfilmesítették (pl. 1957)[2]
- Csehországban sokan rendszeresen bejárják a regény helyszíneit
- Magyarországon Švejk Társaság alakult
- A Magyar Rádió 1997-ben folytatásos hangjátékot készített belőle
- Az út avagy. Komédia. Svejk, a derék katona további kalandjai; Jaroslav Hasek Svejk c. regénye alapján színpadra alkalmazta Verebes István, ford. Réz Ádám, rend. Szurdi Miklós; Szigligeti Színház–Verseghy Ferenc Megyei Könyvtár, Szolnok, 1980 (A Szolnoki Szigligeti Színház műhelye)
- Bertolt Brecht: Svejk a második világháborúban; ford. Sz. Szántó Judit; Színháztudományi Intézet, Bp., 1964 (Világszínház)
- Josef Lada: Svejk, a derék katona kalandjai képekben; ford. Tandori Dezső; Helikon, Bp., 1982
- Josef Jaroslav Marek: A derék Svejk kalandjai a második világháború után; ford. Körtvélyessy Klára, ill. Jirí Pekný; Holnap, Bp., 1993
- Karel Vanek: Svejk az orosz fronton; ford. Balázs Andrea, ill. Josef Lada; Lazi, Szeged, 2002
- Karel Vanek: Svejk orosz hadifogságban; ill. Josef Lada, ford. Balázs Andrea; Lazi, Szeged, 2003
- Karel Vanek: Svejk orosz földön; ford. Balázs Andrea, ill. Josef Lada; Lazi, Szeged, 2004
- Václav Malovicky: Svejk. Útleíró szakácskönyv, avagy Mérsékelten honismereti kulináris kalandozások a prágai, délcseh, budéjovicei, osztrák, bécsi, magyar, szlovák, lengyel, galíciai és zsidó konyhák körül; ford., átdolg. Kocsis Péter; Korona, Bp., 2008
- Švejk füveskönyve. Én, kérem, hivatalos hülye vagyok; vál., szerk., utószó Kocsis Péter, ford. Réz Ádám; Lazi, Szeged, 2020